# Urotheca myersi
Urotheca myersi är en ormart som beskrevs av Savage och Lahanas 1989. Urotheca myersi ingår i släktet Urotheca och familjen snokar.
Inga underarter finns listade i Catalogue of Life.
Arten är bara känd från några små områden i bergstrakter i Costa Rica. Regionerna ligger 1500 till 2255 meter över havet. Kanske når Urotheca myersi även västra Panama. Habitatet utgörs av regnskogar. Denna orm jagar grodor och salamandrar.
Miljöförändringar medförde att många grodor försvann från regionen. Det är oklart om ormen kan kompensera genom att byta till andra groddjur. IUCN listar arten med kunskapsbrist (DD).